# オレシャ・クラスノモベツ
オレシャ・クラスノモベツ（ロシア語: Олеся Александровна Красномовец 1979年7月8日 - ）は、ロシアのスヴェルドロフスク州ニジニ・タギル出身の陸上競技選手。身長172cm、体重59kg。夫は同じ陸上選手のDmitriy Forshev。
専門は400m走で2004年の世界室内陸上選手権、アテネオリンピックの4×400mリレーでそれぞれ銀メダルを獲得した。2005年世界陸上選手権では同種目で金メダルを獲得している。2006年に地元ロシアのモスクワで開かれた世界室内陸上選手権では50秒04のタイムで優勝した。またリレーでも優勝を果たした。

## 自己ベスト
- 200m走 - 23秒09 （2005年）
- 400m走 - 50秒04 （2006年）- 室内, 50.19 - 屋外
- 500メートル走 - 66.31 （2006年）- 室内、世界記録